# کلاریانا د کاردنر
کلاریانا د کاردنر (به اسپانیایی: Clariana de Cardener) یک منطقهٔ مسکونی در اسپانیا است که در سولسونس واقع شده‌است. کلاریانا د کاردنر ۴۰٫۸ کیلومتر مربع مساحت دارد ۵۰۰ متر بالاتر از سطح دریا واقع شده‌است.